# 19658 Sloop
19658 Sloop (1999 RM125) là một tiểu hành tinh vành đai chính được phát hiện ngày 9 tháng 9 năm 1999 bởi LINEAR ở Socorro, New Mexico.
Nó được đặt theo tên a 2003 Discovery Channel Young Scientist Challenge Finalist.